# Championnats du monde de course sur route 2025
Navigation
Riga 2023 Copenhague 2026
Les championnats du monde de course sur route se déroulent du 26 au 28 septembre 2025 à San Diego, en Californie.
La deuxième édition de ce championnat se déroule sur trois jours avec les trois épreuves du Mile, du 5 kilomètres et du semi-marathon. La compétition propose également des courses de masse ouvertes au grand public sur les trois distances ainsi que la possibilité de combiné les trois courses.

## Hommes

### Podiums Élites
| Épreuves                            | Or | Argent | Bronze |
| ----------------------------------- | -- | ------ | ------ |
| 5 km - Course individuelle          |    |        |        |
| 5 km - Par équipes                  |    |        |        |
| Mile - Course individuelle          |    |        |        |
| Mile - Par équipes                  |    |        |        |
| Semi-marathon - Course individuelle |    |        |        |
| Semi-marathon - Par équipes         |    |        |        |

## Femmes

### Podiums Élites
| Épreuves                            | Or | Argent | Bronze |
| ----------------------------------- | -- | ------ | ------ |
| 5 km - Course individuelle          |    |        |        |
| 5 km - Par équipes                  |    |        |        |
| Mile - Course individuelle          |    |        |        |
| Mile - Par équipes                  |    |        |        |
| Semi-marathon - Course individuelle |    |        |        |
| Semi-marathon - Par équipes         |    |        |        |